# Nagato (Nagano)
Nagato (japonsky 長門町; Nagato-mači) bylo japonské město v okrese Čiisagata (小県) v prefektuře Nagano. 1. října 2005 se spojilo s vesnicí Wada-mura (和田村) a dostaly společný název Nagawa-mači (長和町).
V roce 2004 mělo město 5245 obyvatel a celkovou rozlohu 96,14 km².